# Dorcopsis
Dorcopsis ist eine Känguruhgattung, die auf Neuguinea, und auf den Nachbarinseln Misool, Salawati, Yapen und Goodenough vorkommt.

## Merkmale
Dorcopsis-Arten erreichen eine Kopf-Rumpf-Länge von 34 bis 97 cm, haben einen 27 bis 55 cm langen Schwanz und erreichen ein Gewicht von 3,6 bis 11,6 kg. Das Fell des Weißstreifen-Buschkängurus ist kurz und schütter, das der anderen Arten ist lang und dick. Auf der Rückenseite sind die Tiere schwärzlich, dunkelbraun, hellbraun oder dunkelgrau gefärbt, die Bauchseite ist bei allen Arten heller. Die Nase ist relativ groß, breit und unbehaart, die Ohren sind klein und rund. Die Schwanzspitze ist unbehaart. Im Nacken stehen die Haare nach vorne. Die Weibchen haben im Beutel vier Zitzen.

## Lebensraum und Lebensweise
Bis auf das Goodenough-Buschkänguru, das in Bergregenwäldern vorkommt, leben alle Dorcopsis-Arten in Tieflandregenwäldern bis in Höhen von maximal 400 Metern. Sie sind weitgehend nachtaktiv und tagsüber höchsten in dichtem Gebüsch aktiv. Sie ernähren sich von Gras, Wurzeln, Blättern und Früchten. Bei der Paarung beißen die Männchen in den Nacken der Weibchen. Die Weibchen bekommen in der Regel nur ein Junges pro Wurf.

## Arten
Es werden vier Arten unterschieden:
- Das Goodenough- oder Schwarze Buschkänguru (Dorcopsis atrata) lebt nur auf der Goodenough-Insel südlich von Neuguinea. Wegen seines kleinen Verbreitungsgebietes gilt es als vom Aussterben bedroht.
- Das Weißstreifen-Buschkänguru (Dorcopsis hageni) ist im nördlichen Neuguinea beheimatet.
- Das Graue Buschkänguru (Dorcopsis luctuosa) ist im südöstlichen Neuguinea beheimatet.
- Das Braune Buschkänguru (Dorcopsis muelleri) bewohnt das westliche Neuguinea und vorgelagerte Inseln.

## Systematik
Die Gattung Dorcopsis wurde im Jahr 1845 durch die deutschen Naturforscher Salomon Müller und Hermann Schlegel eingeführt.
Sie ist eng mit der Gattung Dorcopsulus verwandt und bildet mit dieser eine Gattungsgruppe, manchmal wird auch zweitere in erstere eingeordnet. Die Unterschiede liegen darin, dass die beiden Arten der Gattung Dorcopsulus kleiner und dichter behaart sind und ein größerer Teil des Schwanzes unbehaart ist. Nach phylogenetischen Daten (Vergleich von homologen DNA-Sequenzen) sind die beiden Gattungen Schwestergruppen; dieses Ergebnis wurde bei Analysen, sowohl von nuklearen wie von mitochondrialen Sequenzen, bestätigt.

## Belege
1. 1 2 3  Ronald M. Nowak: Walker's Mammals of the World. Band 1, 6. Auflage, The Johns Hopkins University Press, Baltimore/London 1999, ISBN 0-8018-5789-9, Seite 106 u. 107 Google Books
2. ↑  Diego Astúa: Family Didelphidae (Opossums). in Don E. Wilson, Russell A. Mittermeier: Handbook of the Mammals of the World – Volume 5. Monotremes and Marsupials. Lynx Editions, 2015, ISBN 978-84-96553-99-6. Seite 693 u. 694.
3. ↑  Robert W. Meredith, Michael Westerman, Mark S. Springer: A phylogeny and timescale for the living genera of kangaroos and kin (Macropodiformes : Marsupialia) based on nuclear DNA sequences. Australian Journal of Zoology, 56, S. 395–410, 2008 doi:10.1071/ZO08044